# Kvaløya (Hammerfest)
Kvaløya (nordsamisch Fálá) ist eine Insel in der Kommune Hammerfest in der Provinz (Fylke) Finnmark, Nord-Norwegen. Die Insel steht in der Liste der größten Inseln Norwegens auf Platz 13. Ihre Fläche beträgt 336 Quadratkilometer. Die Stadt Hammerfest liegt im westlichen Teil der Insel, ebenso der Flughafen Hammerfest. Die Siedlung Kvalsund, die seit dem 1. Januar 2020 ebenfalls zu Hammerfest gehört, liegt hingegen nicht auf der Insel, sondern am gegenüberliegenden Festland. Auf Kvaløya leben 9.850 Menschen (Stand: 2012).
Berge auf Kvaløya sind unter anderem der Svartfjellet (629 m) und der Tyven (418 m).
Im Süden verbindet die Kvalsund-Brücke die Insel mit dem Festland.